# Karl Brooks
Karl Dermarad Brooks (Lansing, 8 maggio 2000) è un giocatore di football americano samoano americano che milita nel ruolo di defensive end per i Green Bay Packers della National Football League (NFL).

## Carriera

### Green Bay Packers
Al college Brooks giocò a football alla Bowling Green State University. Fu scelto nel corso del sesto giro (179º assoluto) del Draft NFL 2023 dai Green Bay Packers. Debuttò come professionista subentrando nella gara del primo turno contro i Chicago Bears mettendo a segno un sack su Justin Fields. La sua prima stagione si chiuse con 20 tackle, 4 sack, un fumble forzato e 5 passaggi deviati, disputando tutte le 17 partite, nessuna delle quali come titolare.
Nell'undicesimo turno della stagione 2024, con i Packers in vantaggio di un punto sui Chicago Bears e gli avversari a un passo dalla vittoria grazie a un tentativo di field goal ravvicinato, Brooks bloccò la trasformazione del kicker avversario Cairo Santos, permettendo a Green Bay di portare a casa la partita. Per questa prestazione fu premiato come miglior giocatore degli special team della NFC della settimana.